# Rudgea pendula
Rudgea pendula är en måreväxtart som beskrevs av Paul Carpenter Standley och Daniela Cristina Zappi. Rudgea pendula ingår i släktet Rudgea och familjen måreväxter.
Artens utbredningsområde är Ecuador. Inga underarter finns listade i Catalogue of Life.